# Hyposoter corpulentus
Hyposoter corpulentus är en stekelart som först beskrevs av Per Abraham Roman 1938.  Hyposoter corpulentus ingår i släktet Hyposoter och familjen brokparasitsteklar. Inga underarter finns listade i Catalogue of Life.